# Meibomia physocarpa
Meibomia physocarpa là một loài thực vật có hoa trong họ Đậu. Loài này được (Vogel) Kuntze mô tả khoa học đầu tiên năm 1891.